# وزنر
وزنر، كان فرعون حكم في دلتا النيل في عصر ما قبل الأسرات. ذكر في نقوش حجر باليرمو في قائمة لعدد صغير من ملوك مصر السفلى.